# Whitney Toyloy
Whitney Toyloy (21 de julio de 1990, Vaud, Suiza) es una modelo suiza ganadora del título de Miss Suiza 2008 y representante de dicho país en el Miss Universo 2009.

## Miss Universo 2009
Whitney representó su país en el Miss Universo 2009 que se celebró en las islas Bahamas,  desde el comienzo fue una de las favoritas, sin embargo solo pudo posicionarse en la novena posición al final del concurso que ganó la  venezolana Stefania Fernández.
| Predecesor: Amanda Ammann | Miss Universo Suiza 2008 | Sucesor: Linda Fäh |